# Беро
Беро (фр. Béraut) насеље је и општина у јужној Француској у региону Миди Пирене, у департману Жерс која припада префектури Кондом.
По подацима из 2011. године у општини је живело 342 становника, а густина насељености је износила 27,51 становника/km². Општина се простире на површини од 12,43 km². Налази се на средњој надморској висини од 141 метар (максималној 207 m, а минималној 82 m).

## Демографија
| 1962. | 1968. | 1975. | 1982. | 1990. | 1999. | 2011. |
| ----- | ----- | ----- | ----- | ----- | ----- | ----- |
| 288   | 302   | 261   | 303   | 306   | 319   | 342   |

График промене броја становника у току последњих година